# 亚东海关遗址
亚东海关遗址位于西藏自治区亚东县南部乃堆拉水与则里拉水汇合处，是清政府在亚东设置的海关。2009年，被列为第五批西藏自治区级文物保护单位，2019年，被列为第八批全国重点文物保护单位。

## 历史
清光绪年间，亚东被迫开放为商埠后。1894年，清政府修建了亚东海关。

## 组成
亚东海关共有公署衙门、关帝庙，关帝庙、关圣殿等建筑。今遗址仅存部分墙体。